# Bicske
Bicske je mesto na Madžarskem, ki upravno spada pod podregijo Bicskei Županije Fejér.